# Csobád
Csobád là một thị trấn thuộc hạt Borsod-Abaúj-Zemplén, Hungary. Thị trấn này có diện tích 11,86 km², dân số năm 2010 là 698 người, mật độ 59 người/km².